# Untere Schießerbachhöhle
Die Untere Schießerbachhöhle (Katasternummer 1616/6) ist eine Höhle im Toten Gebirge auf Bad Ischler Gemeindegebiet in Oberösterreich. Sie befindet sich im Rettenbachtal in 605 m ü. A. etwa 40 Höhenmeter oberhalb der Forststraße zur Rettenbachalm.

## Topologie
Die Untere Schießerbachhöhle verläuft entlang einer Südwest-Nordost streichenden Verwerfung, die unter etwa 50 Grad nach Nordwest einfällt. 
15 bis 20 m weiter westlich vom Eingang befindet sich eine nach wenigen Metern unschliefbare niedrige Fuge. Der bis 4 m hohe und 2 m breite Kluftgang zieht sich 70 m in nordöstlicher Richtung in den Berg hinein, dann folgt eine nach Süden abgewinkelte Strecke, zu der eine glattgescheuerte, 4 m hohe Stufe zu überwinden ist. Es folgt der kurze, aber sehr enge Bergthalerschluf, hinter dem sich die Höhle noch weiter fortsetzt. Die Höhle ist im Normalfall nicht wasserführend. Während der Schneeschmelze und nach Regen ergießt sich über das Eingangsportal ein breiter, sehenswerter Wasservorhang. Es ist dies der aus der Oberen Schießerbachhöhle (643 m) kommende Wasserlauf.

## Höhlenforschung
1935 wurde erstmals der Bergthalerschluf bezwungen und die Höhle weiter erforscht. 1992 konnten nach der Vermessung von 79 m Neuland die Forschungen in der Unteren Schießerbachhöhle zum Abschluss gebracht werden.